# سل دیز

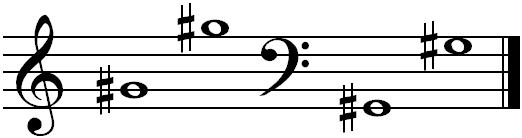
نت سل دیز

سل دیز (انگلیسی: G-sharp) با مخفف (♯G) یک نت از نت‌های موسیقی است که نیم پرده کروماتیک بالاتر از «سل» و نیم پرده دیاتونیک پایین‌تر از «لا» صدا می‌دهد. «سل دیز» نت مترادف «لا بمل» محسوب می‌شود. یک «سل دیز» وسط یا (۴♯G) بر اساس زیروبمی، فرکانسی معادل (۴۱۵٫۳۰۵ هرتز) را داراست.

## گام
گام‌ها بر پایه نت «سل دیز» عبارتند از:
- سل دیز ماژور : سل دیز، لا دیز، سی دیز، دو دیز، ر دیز، می دیز، فا دوبل دیز، سل دیز.
- سل دیز مینور تئوریک : سل دیز، لا دیز، سی، دو دیز، ر دیز، می، فا دیز، سل دیز.
- سل دیز مینور هارمونیک : سل دیز، لا دیز، سی، دو دیز، ر دیز، می، فا دوبل دیز، سل دیز.
- سل دیز مینور ملودیک بالا رونده : سل دیز، لا دیز، سی، دو دیز، ر دیز، می دیز، فا دوبل دیز، سل دیز.
- سل دیز مینور ملودیک پایین رونده : سل دیز، فا دیز، می، ر دیز، دو دیز، سی، لا دیز، سل دیز.